# Göran Larsson
Göran Larsson (n. 24 mai 1932, Uppsala, Uppsala län, Suedia – d. 27 februarie 1989, Comuna Haninge, Comitatul Stockholm, Suedia) a fost un înotător ce a reprezentat Suedia, medaliat olimpic. A participat la o ediție a Jocurilor Olimpice (1952) în care a câștigat o medalie de bronz.

## Participări
Lista de mai jos prezintă principalele competiții la care a participat Göran Larsson de-a lungul carierei.
- swimming at the 1952 Summer Olympics – men's 100 metre freestyle[*]